# 費南湖村 (愛達荷州)
費南湖村（英語：Fernan Lake Village）是一個位於美國愛達荷州庫特內縣的城市。

## 地理
費南湖村的座標為47°40′20″N 116°44′52″W / 47.67222°N 116.74778°W，而該地的平均海拔高度為652米（即2139英尺）。

## 人口
根據2020年美國人口普查的數據，費南湖村的面積為0.20平方千米，當中陸地面積為0.20平方千米，而水域面積為0.00平方千米。當地共有人口164人，而人口密度為每平方千米820人。